# Caspiane

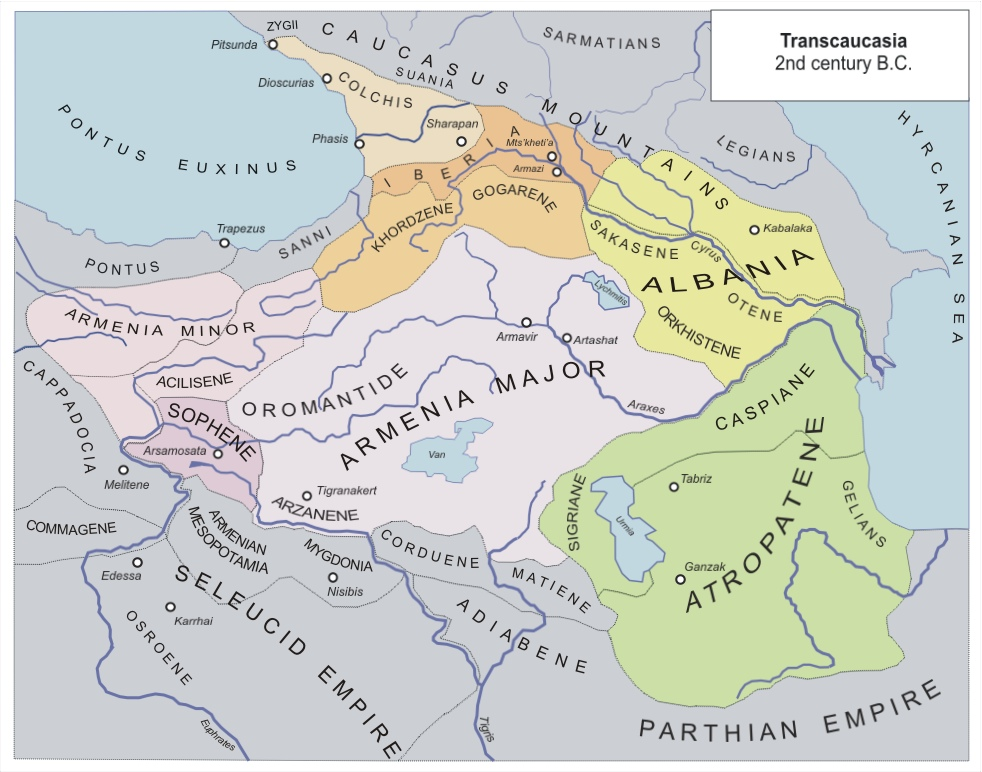
Caspiane

Caspiane ou Kaspiane (grec : Κασπιανή , arménien : ޡսպք Kaspkʿ) était la terre peuplée par la tribu des Caspiens, d'après laquelle elle a reçu son nom. 
À l'origine province des Mèdes aux IIIe – IIe siècles avant J-C., la terre de la Caspienne fut conquise par les Arméniens au IIe siècle av. J.-C., puis passa à l'Albanie du Caucase sous la suzeraineté perse sassanide au Ve siècle, et devint plus tard un État indépendant. Au IIe siècle après J-C, elle est devenue connue sous le nom de Paytakaran, et après 387 après J-C, une partie de la plus grande région de Balasakan. Cela correspondait à peu près aux régions modernes de la plaine de Mugan et de Qaradagh.

## Retour à Sion
Certains érudits bibliques avaient suggéré que Kasiphia du Livre d'Esdras était Caspiane, en raison de la ressemblance phonétique. Esdras, qui a vu qu'il n'y avait pas beaucoup de Lévites pour recréer le culte hébreu, a demandé à Iddo, qui dirigeait les Israélites (il n'est pas précisé s'ils étaient du Royaume du Nord d'Israël ou du Royaume de Juda) et les serviteurs cananéens qui étaient exilés à leurs côtés , pour le renforcement. Iddo lui envoya 38 Lévites et 220 serviteurs cananéens (qui étaient des descendants de ceux que le roi David avait réduits en esclavage) pour rejoindre les Juifs qui retournaient à Sion.